# 飯島裕一
飯島 裕一（いいじま ゆういち、1948年- ）は、日本の医学ジャーナリスト、評論家。

## 略歴
長野県上田市生まれ。北海道大学水産学部卒業。信濃毎日新聞社入社後、報道部、整理部、文化部を経て1994年編集委員。日本科学技術ジャーナリスト会議理事。専門は医学・医療・健康問題。

## 著書
- 『疲労とつきあう』1996 岩波新書
- 『温泉の医学』1998 講談社現代新書
- 『温泉で健康になる』2002 (岩波アクティブ新書)
- 『お年寄りにありがちな病気の話 知っておきたい基礎知識』厚生科学研究所 2009
- 『認知症を知る』2014 講談社現代新書
- 『温泉の秘密』海鳴社 2017

### 共編著
- 『健康ブームを問う』編著 2001 (岩波新書)
- 『ストレス・高齢社会の現代病のカルテ』編著 2003 (岩波アクティブ新書)
- 『ヨーロッパの温泉保養地を歩く』阿岸祐幸共著 岩波書店 2006
- 『健康不安社会を生きる』編著 2009 岩波新書
- 『認知症の正体 診断・治療・予防の最前線』佐古泰司共著 PHP研究所 (PHPサイエンス・ワールド新書 2011
- 『介護の「地域力」を高める 中津川・恵那の実践』古橋貞二郎,大島紀玖夫共編著 岩波書店 2011
- 『うつ病の現在』佐古泰司共著 2013 (講談社現代新書
- 『温泉とっておきの話』徳永昭行共編著,甘露寺泰雄, 阿岸祐幸, 石川理夫 [鼎談] 海鳴社 2013